# Šingliarova priepasť
Šingliarova priepasť (też: Zbojnícka priepasť, Genčská jaskyňa, Janošíkova priepasť; pol. Šingliarova Przepaść) – jaskinia krasowa na terenie Krasu Słowacko-Węgierskiego, w Wewnętrznych Karpatach Zachodnich na Słowacji.

## Położenie
Jaskinia znajduje się u północno-wschodnich podnóży Gerlašskiej Skały, na samym północnym skraju Płaskowyżu Pleszywskiego. Jej wylot znajduje się na wysokości 680 m n.p.m. przy leśnej ścieżce, wyprowadzającej na płaskowyż z położonej u jego podnóży wsi Honce. Znajduje się na terenie katastralnym wsi Honce.

## Geneza i morfologia
Šingliarova Przepaść jest jaskinią typu szczelinowo-zawaliskowego, przy czym najgłębsze części jaskini posiadają rzeźbę świadczącą o modelowaniu ich przez płynącą wodę. Pierwszy odcinek jaskini stanowi ciąg trzech stromo opadających, wysokich komór, sięgających do poziomu –26,5 m. Drugi odcinek to właściwa przepaść – studnia krasowa o głębokości 22 m, której dno zajmuje podziemne jeziorko. Prawdopodobnie w przeszłości jaskinia była dostępna jedynie po wylot tej przepaści, który niesie ślady sztucznego poszerzenia. Nawiązujące do niej wielkie komory, których wysokość sięga 10–15 m, opadają jeszcze niżej, dając jaskini sumaryczną głębokość 65 m. Dno jaskini wyznacza tzw. Trzecie Jeziorko, zakończone zwężającym się syfonem. Jaskinia ma bogatą szatę naciekową.
Do 2003 r. literatura podawała dla jaskini głębokość 72 m, co wynikało z niedokładnego oszacowania głębokości drugiego odcinka ciągu jaskiniowego przez Viliama Rozložníka w 1956 r.

## Historia eksploracji
Jaskinia jest od dawna znana miejscowej ludności, która wiąże ją z podaniem o skarbie, ukrytym przez zbójników w jej czeluściach, do którego dostęp ma się otwierać tylko raz w roku, w noc świętojańską. Przypadkowi poszukiwacze odwiedzali jaskinię co najmniej od początku XX w., a może i jeszcze wcześniej, jak świadczą o tym napisy na ścianach.
Do piśmiennictwa wprowadził jaskinię pod nazwą Zbojníkova diera (pol. Zbójnicka Dziura) w 1912 r. Gábor Strömpl. Z upoważnienia Komisji do Badania Jaskiń przy ówczesnym Węgierskim Towarzystwie Geologicznym prowadził on badania jaskiń Krasu Słowacko-Węgierskiego, jednak Šingliarovej Przepaści dokładnie nie pomierzył. 23 sierpnia 1934 r. byli na jej dnie na głębokości 55 m M. Gallo i K. Szontagh ze Štítnika, jak o tym świadczy napis na ścianie w centralnej części jaskini. W 1956 r. jaskinię eksplorował wspomniany wyżej V. Rozložník z towarzyszami. Sporządził on pierwsze plany jaskini, obarczone jednak błędami dotyczącymi głębokości przepaści. 24 czerwca 1988 r. w jaskini zginął tragicznie rożniawski speleolog Gari Kerekes, co upamiętnia niewielka tablica pamiątkowa przy wejściu.
W 1997 r. do badań jaskini włączyli się speleologowie z grupy Speleo Rožňava, którzy wraz ze speleologami z Liberca odkryli tzw. Drugie Jezioro (w zawale, tworzącym ograniczenie pierwszego jeziora). Od 2001 r. kompleksowe badania jaskini podjęli członkowie speleoklubu „Minotaurus” (Z. Jerg, V. Kóňa i J. Stankovič), którzy pokonali zawał w dotychczas znanym dnie jaskini i odkryli Trzecie Jeziorko o głębokości ok. 4 m. Zakończenie eksploracji jaskini miało miejsce w zimie 2003/2004, kiedy udało się obniżyć poziom wody w Trzecim Jeziorku i stwierdzić, że zamyka je syfon, zakończony szczeliną o wymiarach 40x10 cm.
Jaskinia nie jest udostępniona do zwiedzania. Wejście do jaskini jest zamknięte.

## Flora i fauna jaskini
W Šingliarovej Przepaści znaleziono niewielkiego pajęczaka z rzędu zaleszczotków, Neobisium (Blothrus) slovacum, który jest jedynym jak dotąd jaskiniowym zaleszczotkiem znanym z Karpat Zachodnich. Z rzadka spotykane są nietoperze, m.in. nocek ostrouchy (Myotis blythii).

## Ochrona jaskini
Jaskinia leży na terenie Parku Narodowego Kras Słowacki, na terenie rezerwatu przyrody Gerlachovské skaly.